# 埃普菲格
埃普菲格（法語：Epfig，法語發音：[ɛpfiɡ]）是法国下莱茵省的一个市镇，属于塞莱斯塔-埃尔什泰因区。

## 地理
埃普菲格（48°21'32"N, 7°27'48"E）面积21.9 平方千米，位于法国大東部大區下莱茵省，该省份为法国大陆部分最东部的省份，是阿尔萨斯的一部分，今与上莱茵省组成了阿尔萨斯欧洲集体，其南至上莱茵省，西南接孚日省和默尔特-摩泽尔省，西接摩泽尔省，北与德国接壤，东侧沿莱茵河与德国相望。
与埃普菲格接壤的市镇（或旧市镇、城区）包括：布林什维莱尔、当巴克城、埃伯赛姆、艾绍芬、伊特斯维莱尔、科格奈姆、诺塔尔滕、圣皮埃尔、塞尔梅尔桑、什托蔡姆。
埃普菲格的时区为UTC+01:00、UTC+02:00（夏令时）。

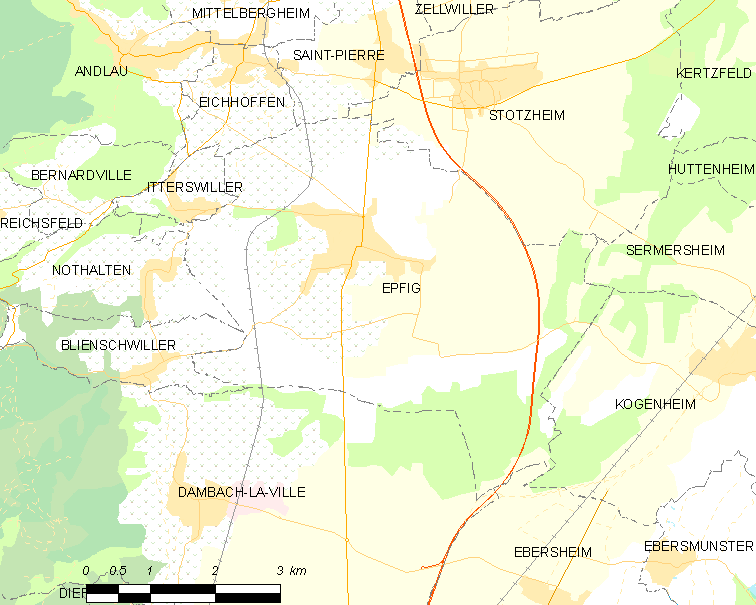
埃普菲格的OSM定位图

## 行政
埃普菲格的邮政编码为67680，INSEE市镇编码为67125。

## 政治
埃普菲格所属的省级选区为奥贝奈县。

## 人口

1962-2008年间埃普菲格人口变化图示

埃普菲格于2022年1月1日时的人口数量为2239人。